# Varjútövis

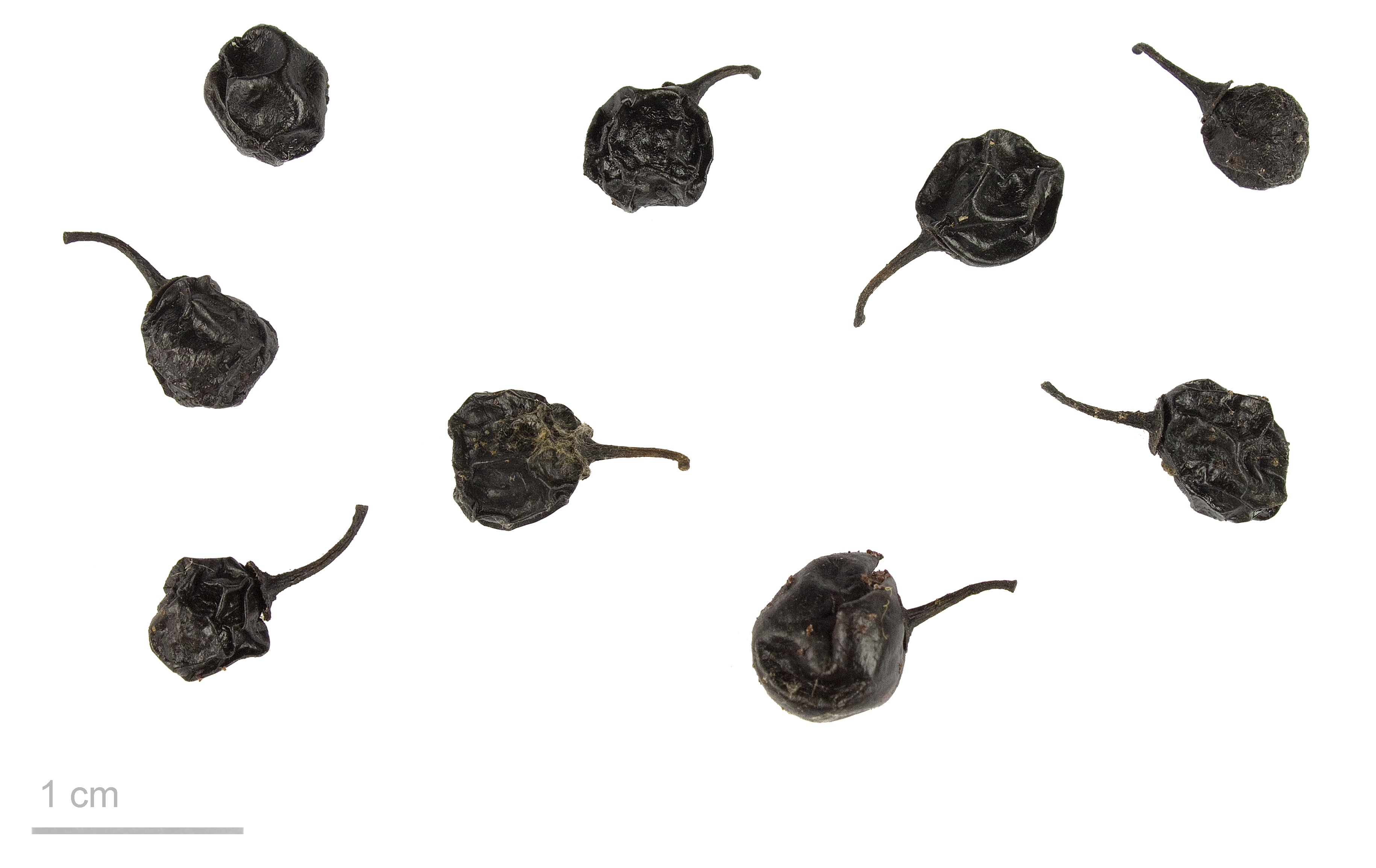
Rhamnus cathartica

A varjútövis (Rhamnus cathartica) a rózsavirágúak (Rosales) rendjébe és a bengefélék (Rhamnaceae) családjába tartozó faj.

## Elterjedése, élőhelye
Trópusi, szubtrópusi és mérsékelt éghajlatú területeken jellemző, eredeti élőhelye Európában, Ázsiában és Észak-Afrikában volt. Észak-Amerikában dísznövényként kezdték ültetni a 19. század elején, ám kivadulva inváziós növénnyé vált, és azóta is jelentős károkat okoz az Egyesült Államok középnyugati vidékein. Magyarországon erdőszéleken, mezsgyéken, bozótosokban, vagy száraz legelőkön találkozhatunk vele. Leginkább a meszes talajokat kedveli.

## Megjelenése

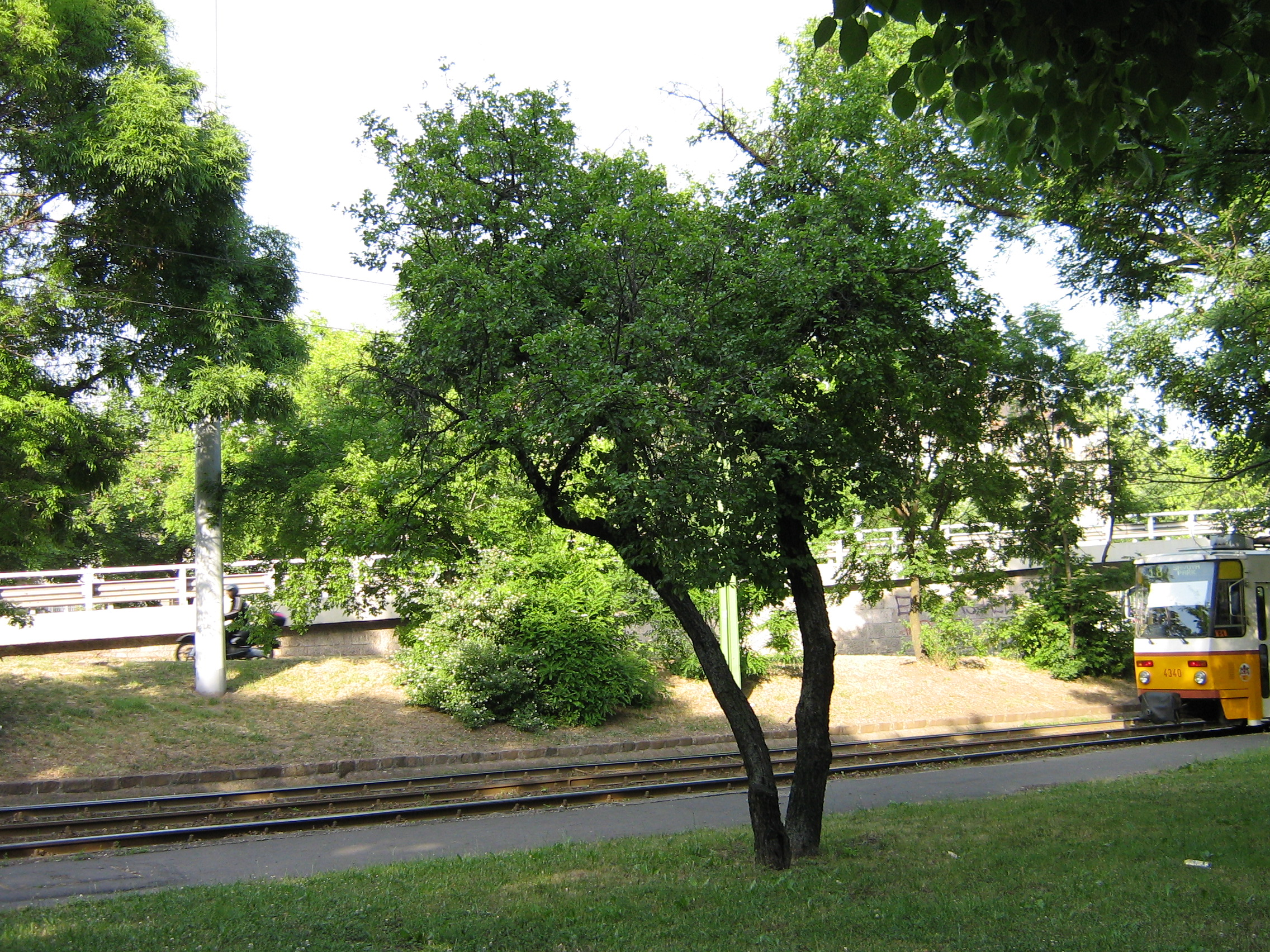

Leggyakrabban 2-3 méteres cserje formájában találkozhatunk vele, de faként a 8-10 méteres magasságot is elérheti. Kérge fiatal korban szürke színű, később sötétbarna, és pikkelyes is lehet. Fája szórtlikacsú, kemény tartású. Szíjácsa világosbarna, a gesztje pedig vörösesbarna.

### Levelei
Főeres levelei Széles tojásdad alakúak, mindkét oldalukon íves oldalerek futnak, levélszélei finoman fűrészesek. Körülbelül 6 centiméter hosszúak, 4 centiméter szélesek, hegyes csúcsúak, átellenes állásúak. Felszínük fényeszöld, fonákjuk világosabb. Őszi színük sárga.

### Virágok és termés

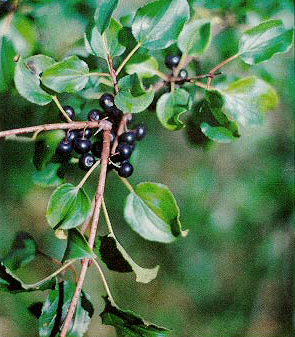

Apró, illatos virágait májustól júniusig növeszti a bogvirágzat formájában. Virágai a levélhónaljban növekednek, szirmai fehéreszöldek.
Termése körülbelül 1 cm átmérőjű, fekete színű, 4 csonthéjas magot tartalmaz. Szeptembertől októberig érik, a madarak kedvelt tápláléka.

## Felhasználása
A varjútövist elsősorban hagyományos gyógyászati célokra használták, illetve használják ma is. A középkorban a torok és száj megbetegedéseinek kezelésére használták, ezenkívül úgy hitték, hogy ereje elűzi a démonokat.
Ma béltisztító, és enyhe hashajtó hatásán kívül bőrkiütés és köszvényes bántalmak ellen is javallt.
Fája kemény, szépen fényezhető. Festésre bogyója és kérge is felhasználható, előbbi zöld-, utóbbi kék színűre fest.

## Egyéb elnevezései
- ebtövis
- macskatövis
- fehértövis
- disznótüske
- sürgefa
- hajtisztító
- hajtisztító-kökény
- festőkökény
- szarvastüske
- varjútövisbenge